# Cylindropuntia prolifera

Cylindropuntia prolifera és una espècie de planta fanerògama de la família dels Cactus.

## Descripció

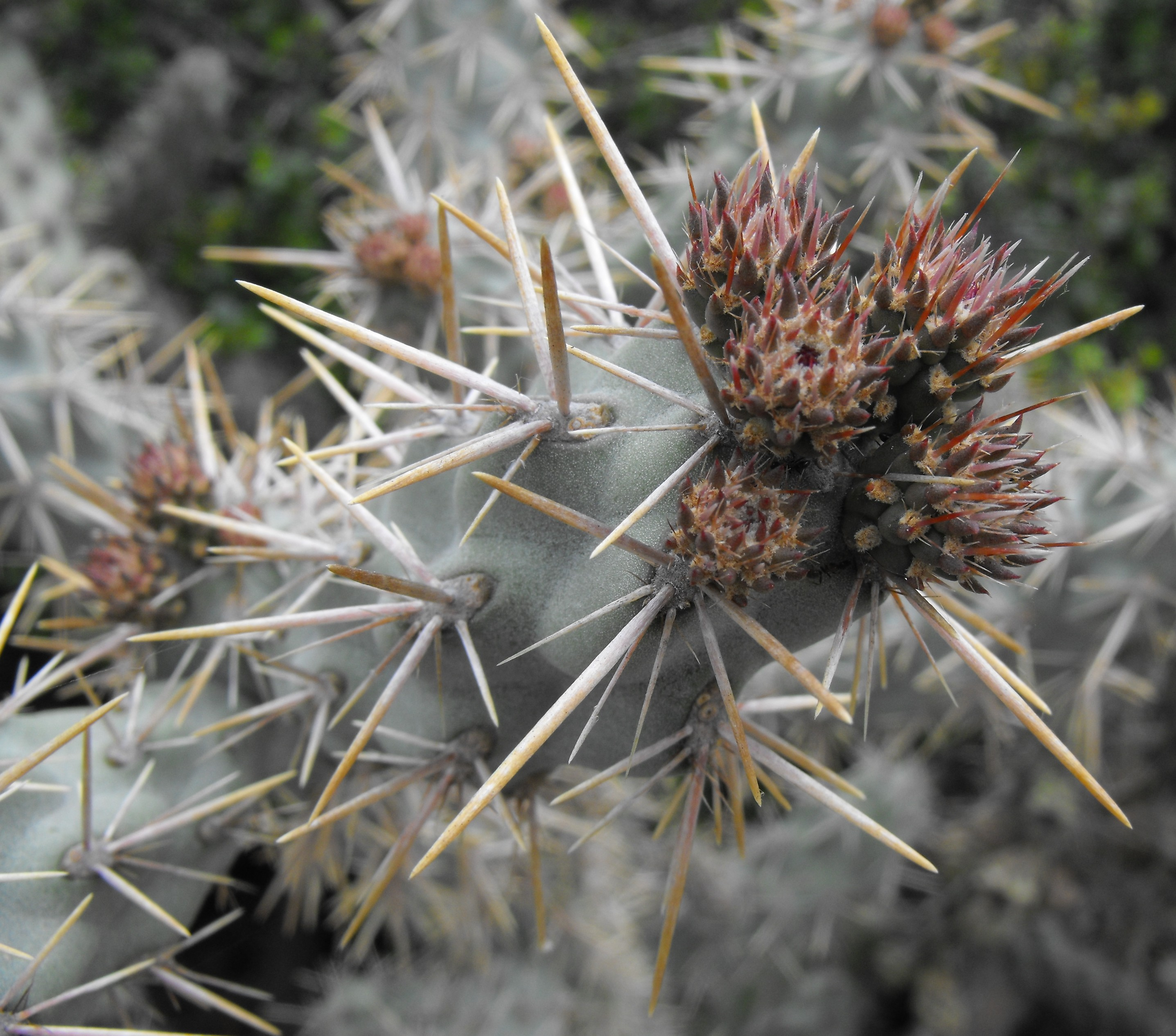
Detall de la planta

Té un creixement erecte arbustiu o en forma d'arbre, i aconsegueix arribar a mesurar de 0,6 a 2,5 m d'alçada. La seva tija és de color gris verdós suau amb seccions de 4-15 cm de llarg i 3,5-5 cm de diàmetre. Les lleugerament arrodonides arèoles són de color negre amb el pas dels anys i tenen gloquidis de 0,5 a 2,5 mm de llarg de color groc a marró. Té de 6 o 12 espines doblegades cap avall i de color marró vermellós a marró fosc. La més llarga d'elles mesura fins a 2 cm de llarg. Les beines de les espines són d'un brillant color marró groguenc. Les flors són de color rosa i magenta. Els fruits són carnosos i generalment estèrils de 2,1 a 3,5 cm de llarg i tenen diàmetres de 2-3,2 cm. Els fruits sovint proliferen i formen cadenes de 2 a 5 fruites.

## Distribució
És nativa d'Amèrica del Nord a Mèxic i Califòrnia. Aquesta espècie es troba en una sèrie d'àrees protegides, inclosa l'Illa Guadalupe i l'Illa Santa Catalina.

## Taxonomia
Cylindropuntia prolifera va ser descrita per (Engelm.) F.M.Knuth i publicada a Kaktus-ABC 126, l'any 1935.

### Etimologia
- Cylindropuntia: nom genèric compost de cylindro = "cilíndric" i opuntia, fent referència al fet que les plantes son cilíndriques i similars a les del gènere Opuntia.
- prolifera: epítet llatí que significa "prolífera".[2]

### Sinonímia
- Grusonia prolifera (Engelm.) G.D.Rowley
- Opuntia prolifera Engelm.[3]